# Glaphyrus maurus
Glaphyrus maurus is een keversoort uit de familie Glaphyridae. De wetenschappelijke naam van de soort werd in 1758 als Scarabaeus maurus gepubliceerd door Linnaeus.